# 12838 Adamsmith
12838 Adamsmith este un asteroid din centura principală de asteroizi.

## Descriere
12838 Adamsmith este un asteroid din centura principală de asteroizi. A fost descoperit pe 9 martie 1997 la Observatorul La Silla de Eric Walter Elst. Asteroidul prezintă o orbită caracterizată de o semiaxă mare de 2,88 ua, o excentricitate de 0,06 și o înclinație de 1,2° în raport cu ecliptica.